# Dimos Mouzaki
Dimos Mouzaki (Mouzaki) är en kommun i Grekland.   Den ligger i prefekturen Nomós Kardhítsas och regionen Thessalien, i den centrala delen av landet, 230 km nordväst om huvudstaden Aten. Antalet invånare är 16 407. Arean är 308 kvadratkilometer.
Terrängen i Dimos Mouzaki är varierad.